# Secretário-Geral do Partido Socialista (Portugal)
O Secretário-Geral do Partido Socialista é a figura política mais importante do Partido Socialista. O Secretário-Geral, segundo os estatutos, "representa o Partido, coordena e assegura a sua orientação política, vela pelo seu funcionamento harmonioso e pela aplicação das deliberações dos órgãos nacionais, tem assento em todos os órgãos do Partido e preside às reuniões da Comissão Política e do Secretariado Nacional, com voto de qualidade.".
O cargo é atualmente ocupado por José Luís Carneiro, Ex-Ministro da Administração Interna do XXIII Governo Constitucional da República Portuguesa, que assumiu o cargo após a renúncia do anterior Secretário-Geral Pedro Nuno Santos em Maio de 2025.

## Eleição
De acordo com o artigo 44.º dos estatutos do partido, "O Secretário-Geral é eleito, mediante a apresentação de uma moção política orientadora, pelo sistema de lista uninominal por sufrágio direto de todos os militantes de entre os candidatos propostos por um mínimo de 200 militantes do Partido.".

## Funções
De acordo com o artigo 56.º dos estatutos do partido, cabe ao Secretário-Geral:
- Submeter à aprovação do Congresso Nacional, uma vez eleito, a Moção Política Global contendo as linhas gerais da política nacional do Partido.
- Convocar o Secretariado Nacional e dirigir os seus trabalhos;
- Propor à aprovação da Comissão Nacional programas de ação política;
- Apresentar ao Congresso Nacional o Relatório das Atividades desenvolvi das pelo Secretariado Nacional, e à Comissão Nacional o Relatório e a Conta Geral do Partido, sendo esta acompanhada do parecer da Comissão Nacional de Fiscalização Económica e Financeira;
- Convocar trimestralmente reuniões conjuntas do Secretariado Nacional com os Presidentes das Federações;
- Propor à Comissão Nacional a convocação de referendos internos;
- Representar o Partido em juízo e fora dele;
- Exercer as demais competências previstas nos presentes Estatutos.

De acordo com a Lei das precedências do Protocolo do Estado Português, o secretário-geral do PS, a não ser que seja primeiro-ministro ou líder da oposição, tal como os líderes de outros partidos com assento parlamentar, é o 16º ordem de precedência no Protocolo de Estado Português.

## Secretários-Gerais do Partido Socialista
| #  | Secretário-Geral (Nascimento-Morte)                                        | Retrato                                | Círculo eleitoral                                                                    | Início do mandato       | Fim do mandato          | Cargos enquanto líder | Outros cargos | Primeiro-Ministro (mandato) | Primeiro-Ministro (mandato)   |
| -- | -------------------------------------------------------------------------- | -------------------------------------- | ------------------------------------------------------------------------------------ | ----------------------- | ----------------------- | --- | --- | --------------------------- | ----------------------------- |
| 1  | Mário Alberto Nobre Lopes Soares (1924–2017)                               |                                        | Lisboa                                                                               | 19 de abril de 1973     | 13 de junho de 1985     | Ministro dos Negócios Estrangeiros (1974-1975, 1977-1978) Ministro sem Pasta (1975) Deputado à Assembleia da República (1975-1985) Líder da Oposição (1978-1983) Primeiro-Ministro (1976-1978; 1983-1985) | Presidente da República (1986-1996) Deputado ao Parlamento Europeu (1999-2004) |                             | Marcello Caetano 1968-1974    |
| 1  | Mário Alberto Nobre Lopes Soares (1924–2017)                               | Junta de Salvação Nacional 1974        | Lisboa                                                                               | 19 de abril de 1973     | 13 de junho de 1985     | Ministro dos Negócios Estrangeiros (1974-1975, 1977-1978) Ministro sem Pasta (1975) Deputado à Assembleia da República (1975-1985) Líder da Oposição (1978-1983) Primeiro-Ministro (1976-1978; 1983-1985) | Presidente da República (1986-1996) Deputado ao Parlamento Europeu (1999-2004) |                             |                               |
| 1  | Mário Alberto Nobre Lopes Soares (1924–2017)                               | Adelino da Palma Carlos 1974           | Lisboa                                                                               | 19 de abril de 1973     | 13 de junho de 1985     | Ministro dos Negócios Estrangeiros (1974-1975, 1977-1978) Ministro sem Pasta (1975) Deputado à Assembleia da República (1975-1985) Líder da Oposição (1978-1983) Primeiro-Ministro (1976-1978; 1983-1985) | Presidente da República (1986-1996) Deputado ao Parlamento Europeu (1999-2004) |                             |                               |
| 1  | Mário Alberto Nobre Lopes Soares (1924–2017)                               | Vasco Gonçalves 1974-1975              | Lisboa                                                                               | 19 de abril de 1973     | 13 de junho de 1985     | Ministro dos Negócios Estrangeiros (1974-1975, 1977-1978) Ministro sem Pasta (1975) Deputado à Assembleia da República (1975-1985) Líder da Oposição (1978-1983) Primeiro-Ministro (1976-1978; 1983-1985) | Presidente da República (1986-1996) Deputado ao Parlamento Europeu (1999-2004) |                             |                               |
| 1  | Mário Alberto Nobre Lopes Soares (1924–2017)                               | José Pinheiro de Azevedo 1975-1976     | Lisboa                                                                               | 19 de abril de 1973     | 13 de junho de 1985     | Ministro dos Negócios Estrangeiros (1974-1975, 1977-1978) Ministro sem Pasta (1975) Deputado à Assembleia da República (1975-1985) Líder da Oposição (1978-1983) Primeiro-Ministro (1976-1978; 1983-1985) | Presidente da República (1986-1996) Deputado ao Parlamento Europeu (1999-2004) |                             |                               |
| 1  | Mário Alberto Nobre Lopes Soares (1924–2017)                               | Vasco Almeida e Costa 1976             | Lisboa                                                                               | 19 de abril de 1973     | 13 de junho de 1985     | Ministro dos Negócios Estrangeiros (1974-1975, 1977-1978) Ministro sem Pasta (1975) Deputado à Assembleia da República (1975-1985) Líder da Oposição (1978-1983) Primeiro-Ministro (1976-1978; 1983-1985) | Presidente da República (1986-1996) Deputado ao Parlamento Europeu (1999-2004) |                             |                               |
| 1  | Mário Alberto Nobre Lopes Soares (1924–2017)                               | O próprio 1976-1978                    | Lisboa                                                                               | 19 de abril de 1973     | 13 de junho de 1985     | Ministro dos Negócios Estrangeiros (1974-1975, 1977-1978) Ministro sem Pasta (1975) Deputado à Assembleia da República (1975-1985) Líder da Oposição (1978-1983) Primeiro-Ministro (1976-1978; 1983-1985) | Presidente da República (1986-1996) Deputado ao Parlamento Europeu (1999-2004) |                             |                               |
| 1  | Mário Alberto Nobre Lopes Soares (1924–2017)                               | Alfredo Nobre da Costa 1978            | Lisboa                                                                               | 19 de abril de 1973     | 13 de junho de 1985     | Ministro dos Negócios Estrangeiros (1974-1975, 1977-1978) Ministro sem Pasta (1975) Deputado à Assembleia da República (1975-1985) Líder da Oposição (1978-1983) Primeiro-Ministro (1976-1978; 1983-1985) | Presidente da República (1986-1996) Deputado ao Parlamento Europeu (1999-2004) |                             |                               |
| 1  | Mário Alberto Nobre Lopes Soares (1924–2017)                               | Carlos Alberto da Mota Pinto 1978-1979 | Lisboa                                                                               | 19 de abril de 1973     | 13 de junho de 1985     | Ministro dos Negócios Estrangeiros (1974-1975, 1977-1978) Ministro sem Pasta (1975) Deputado à Assembleia da República (1975-1985) Líder da Oposição (1978-1983) Primeiro-Ministro (1976-1978; 1983-1985) | Presidente da República (1986-1996) Deputado ao Parlamento Europeu (1999-2004) |                             |                               |
| 1  | Mário Alberto Nobre Lopes Soares (1924–2017)                               | Maria de Lourdes Pintasilgo 1979-1980  | Lisboa                                                                               | 19 de abril de 1973     | 13 de junho de 1985     | Ministro dos Negócios Estrangeiros (1974-1975, 1977-1978) Ministro sem Pasta (1975) Deputado à Assembleia da República (1975-1985) Líder da Oposição (1978-1983) Primeiro-Ministro (1976-1978; 1983-1985) | Presidente da República (1986-1996) Deputado ao Parlamento Europeu (1999-2004) |                             |                               |
| 1  | Mário Alberto Nobre Lopes Soares (1924–2017)                               | Francisco Sá Carneiro 1980             | Lisboa                                                                               | 19 de abril de 1973     | 13 de junho de 1985     | Ministro dos Negócios Estrangeiros (1974-1975, 1977-1978) Ministro sem Pasta (1975) Deputado à Assembleia da República (1975-1985) Líder da Oposição (1978-1983) Primeiro-Ministro (1976-1978; 1983-1985) | Presidente da República (1986-1996) Deputado ao Parlamento Europeu (1999-2004) |                             |                               |
| 1  | Mário Alberto Nobre Lopes Soares (1924–2017)                               | Diogo Freitas do Amaral 1980-1981      | Lisboa                                                                               | 19 de abril de 1973     | 13 de junho de 1985     | Ministro dos Negócios Estrangeiros (1974-1975, 1977-1978) Ministro sem Pasta (1975) Deputado à Assembleia da República (1975-1985) Líder da Oposição (1978-1983) Primeiro-Ministro (1976-1978; 1983-1985) | Presidente da República (1986-1996) Deputado ao Parlamento Europeu (1999-2004) |                             |                               |
| 1  | Mário Alberto Nobre Lopes Soares (1924–2017)                               | Francisco Pinto Balsemão 1981-1983     | Lisboa                                                                               | 19 de abril de 1973     | 13 de junho de 1985     | Ministro dos Negócios Estrangeiros (1974-1975, 1977-1978) Ministro sem Pasta (1975) Deputado à Assembleia da República (1975-1985) Líder da Oposição (1978-1983) Primeiro-Ministro (1976-1978; 1983-1985) | Presidente da República (1986-1996) Deputado ao Parlamento Europeu (1999-2004) |                             |                               |
| 1  | Mário Alberto Nobre Lopes Soares (1924–2017)                               | O próprio 1983-1985                    | Lisboa                                                                               | 19 de abril de 1973     | 13 de junho de 1985     | Ministro dos Negócios Estrangeiros (1974-1975, 1977-1978) Ministro sem Pasta (1975) Deputado à Assembleia da República (1975-1985) Líder da Oposição (1978-1983) Primeiro-Ministro (1976-1978; 1983-1985) | Presidente da República (1986-1996) Deputado ao Parlamento Europeu (1999-2004) |                             |                               |
| –  | António de Almeida Santos (interino) (1926–2016)                           |                                        | Guarda (1980) Porto (1980-1995) Lisboa (1995-2002) Coimbra (2002-2005)               | 13 de junho de 1985     | 13 de novembro de 1985  | Ministro dos Assuntos Parlamentares (1983-1985) Deputado à Assembleia da República (1980-2005) | Ministro da Coordenação Interterritorial (1974-1975) Ministro da Comunicação Social (1975-1976) Ministro da Justiça (1976-1978) Ministro Adjunto (1978) Presidente da Assembleia da República (1995-2002) Presidente do Partido Socialista (1992-2011) Presidente Honorário do Partido Socialista (2011-2016)                                        |                             | Mário Soares 1983-1985        |
| –  | António de Almeida Santos (interino) (1926–2016)                           | Aníbal Cavaco Silva 1985-1995          | Guarda (1980) Porto (1980-1995) Lisboa (1995-2002) Coimbra (2002-2005)               | 13 de junho de 1985     | 13 de novembro de 1985  | Ministro dos Assuntos Parlamentares (1983-1985) Deputado à Assembleia da República (1980-2005) | Ministro da Coordenação Interterritorial (1974-1975) Ministro da Comunicação Social (1975-1976) Ministro da Justiça (1976-1978) Ministro Adjunto (1978) Presidente da Assembleia da República (1995-2002) Presidente do Partido Socialista (1992-2011) Presidente Honorário do Partido Socialista (2011-2016)                                        |                             |                               |
| –  | António Cândido Miranda Macedo (interino) (1906–1989)                      |                                        | Porto                                                                                | 13 de novembro de 1985  | 29 de junho de 1986     | Presidente do Partido Socialista (1974-1986) Deputado à Assembleia da República (1976-1989) Líder da Oposição (1985-1986)                                                                                 | Presidente Honorário do Partido Socialista (1986-1989) |                             |                               |
| 2  | Vítor Manuel Ribeiro Constâncio (1943–)                                    |                                        | Lisboa                                                                               | 29 de junho de 1986     | 14 de janeiro de 1989   | Deputado à Assembleia da República (1980-1981; 1987-1988) Líder da Oposição (1986-1988) | Secretário de Estado do Planeamento (1974-1975) Secretário de Estado do Orçamento e do Plano (1976) Ministro das Finanças e do Plano (1978) Vice-governador do Banco de Portugal (1977; 1979; 1981-1984) Governadores do Banco de Portugal (1985-1986; 2000-2010) Vice-presidente do Banco Central Europeu (2010-2018)                               |                             |                               |
| 3  | Jorge Fernando Branco de Sampaio (1939–2021)                               |                                        | Lisboa (1980-1987; 1991-1995) Santarém (1987-1991)                                   | 14 de janeiro de 1989   | 23 de fevereiro de 1992 | Deputado à Assembleia da República (1987-1991) Líder da Oposição (1988-1992) Presidente da Câmara de Lisboa (1990-1995)                                                                                   | Secretário de Estado da Cooperação Externa (1975) Presidente da República (1996-2006) Alto Representante da ONU para a Aliança das Civilizações (2007-2013) |                             |                               |
| 4  | António Manuel de Oliveira Guterres (1949–)                                |                                        | Castelo Branco                                                                       | 23 de fevereiro de 1992 | 21 de janeiro de 2002   | Líder da Oposição (1992-1995) Deputado à Assembleia da República (1976-1995) Primeiro-Ministro (1995-2002) Presidente da Internacional Socialista (1999-2005)                                             | Alto Comissáro das Nações Unidas para os Refugiados (2005-2015) Conselheiro de Estado (2016) Secretário-geral das Nações Unidas (2017-...) |                             |                               |
| 4  | António Manuel de Oliveira Guterres (1949–)                                | O próprio 1995-2002                    | Castelo Branco                                                                       | 23 de fevereiro de 1992 | 21 de janeiro de 2002   | Líder da Oposição (1992-1995) Deputado à Assembleia da República (1976-1995) Primeiro-Ministro (1995-2002) Presidente da Internacional Socialista (1999-2005)                                             | Alto Comissáro das Nações Unidas para os Refugiados (2005-2015) Conselheiro de Estado (2016) Secretário-geral das Nações Unidas (2017-...) |                             |                               |
| 5  | Eduardo Luís Barreto Ferro Rodrigues (1949–)                               |                                        | Lisboa (1985-1987; 1991-1999; 2002-2022) Aveiro (1987-1991) Leiria (1999-2002)       | 21 de janeiro de 2002   | 27 de setembro de 2004  | Líder da Oposição (2002-2004) Deputado à Assembleia da República (1985-2022) | Ministro do Trabalho e da Solidariedade (1995-2001) Ministro do Equipamento Social (2001-2002) Presidente da Assembleia da República (2015-2022) |                             | António Guterres 1995-2002    |
| 5  | Eduardo Luís Barreto Ferro Rodrigues (1949–)                               | Durão Barroso 2002-2004                | Lisboa (1985-1987; 1991-1999; 2002-2022) Aveiro (1987-1991) Leiria (1999-2002)       | 21 de janeiro de 2002   | 27 de setembro de 2004  | Líder da Oposição (2002-2004) Deputado à Assembleia da República (1985-2022) | Ministro do Trabalho e da Solidariedade (1995-2001) Ministro do Equipamento Social (2001-2002) Presidente da Assembleia da República (2015-2022) |                             |                               |
| 5  | Eduardo Luís Barreto Ferro Rodrigues (1949–)                               | Pedro Santana Lopes 2004-2005          | Lisboa (1985-1987; 1991-1999; 2002-2022) Aveiro (1987-1991) Leiria (1999-2002)       | 21 de janeiro de 2002   | 27 de setembro de 2004  | Líder da Oposição (2002-2004) Deputado à Assembleia da República (1985-2022) | Ministro do Trabalho e da Solidariedade (1995-2001) Ministro do Equipamento Social (2001-2002) Presidente da Assembleia da República (2015-2022) |                             |                               |
| 6  | José Sócrates Carvalho Pinto de Sousa (1957–)                              |                                        | Castelo Branco                                                                       | 27 de setembro de 2004  | 23 de julho de 2011     | Deputado à Assembleia da República (1987-2005) Líder da Oposição (2004-2005) Primeiro-Ministro (2005-2011)                                                                                                | Secretário de Estado Adjunto do Ministro do Ambiente (1995-1997) Ministro-Adjunto do Primeiro-Ministro (1997-1999) Ministro do Ambiente e do Ordenamento do Território (1999-2002) Ministro do Equipamento Social (2002) |                             |                               |
| 6  | José Sócrates Carvalho Pinto de Sousa (1957–)                              | O próprio 2005-2011                    | Castelo Branco                                                                       | 27 de setembro de 2004  | 23 de julho de 2011     | Deputado à Assembleia da República (1987-2005) Líder da Oposição (2004-2005) Primeiro-Ministro (2005-2011)                                                                                                | Secretário de Estado Adjunto do Ministro do Ambiente (1995-1997) Ministro-Adjunto do Primeiro-Ministro (1997-1999) Ministro do Ambiente e do Ordenamento do Território (1999-2002) Ministro do Equipamento Social (2002) |                             |                               |
| 7  | António José Martins Seguro (1962–)                                        |                                        | Lisboa (1985-1987; 2002-2005) Porto (1991-1995) Guarda (1995-1999) Braga (2005-2014) | 23 de julho de 2011     | 28 de setembro de 2014  | Líder da Oposição (2011-2014) Deputado à Assembleia da República (1985-1987; 1991-1999; 2002-2014) Conselheiro de Estado (2011-2014)                                                                      | Secretário-Geral da Juventude Socialista (1990-1994) Secretário de Estado da Juventude (1995-1997) Secretário de Estado Adjunto do Primeiro-Ministro (1997-1999) Deputado ao Parlamento Europeu (1999-2001) Ministro-Adjunto do Primeiro-Ministro (2001-2002)                                                                                        |                             | Pedro Passos Coelho 2011-2015 |
| –  | Maria de Belém Roseira Martins Coelho Henriques de Pina (interino) (1949–) |                                        | Porto (1999-2002) Aveiro (2002-2005; 2009-2011) Lisboa (2005-2009; 2011-2015)        | 28 de setembro de 2014  | 22 de novembro de 2014  | Presidente do Partido Socialista (2011-2014) Deputada à Assembleia da República (1999-2015) | Ministra da Saúde (1995-1999) Ministra da Igualdade (1999-2000) |                             | Pedro Passos Coelho 2011-2015 |
| 8  | António Luís Santos da Costa (1961–)                                       |                                        | Lisboa (1991-1999; 2015-2024) Leiria (2002-2005)                                     | 22 de novembro de 2014  | 7 de janeiro de 2024    | Presidente da Câmara Municipal de Lisboa (2007-2015) Líder da Oposição (2014-2015) Primeiro-Ministro (2015-2024)                                                                                          | Deputado à Assembleia da República (1991-1999; 2002-2005) Secretário de Estado dos Assuntos Parlamentares (1995-1997) Ministro dos Assuntos Parlamentares (1997-1999) Ministro da Justiça (1999-2002) Deputado ao Parlamento Europeu (2004-2005) Ministro de Estado e da Administração Interna (2005-2007) Presidente do Conselho Europeu (2024-...) |                             | Pedro Passos Coelho 2011-2015 |
| 8  | António Luís Santos da Costa (1961–)                                       | O próprio 2015-2024                    | Lisboa (1991-1999; 2015-2024) Leiria (2002-2005)                                     | 22 de novembro de 2014  | 7 de janeiro de 2024    | Presidente da Câmara Municipal de Lisboa (2007-2015) Líder da Oposição (2014-2015) Primeiro-Ministro (2015-2024)                                                                                          | Deputado à Assembleia da República (1991-1999; 2002-2005) Secretário de Estado dos Assuntos Parlamentares (1995-1997) Ministro dos Assuntos Parlamentares (1997-1999) Ministro da Justiça (1999-2002) Deputado ao Parlamento Europeu (2004-2005) Ministro de Estado e da Administração Interna (2005-2007) Presidente do Conselho Europeu (2024-...) |                             |                               |
| 9  | Pedro Nuno de Oliveira Santos (1977–)                                      |                                        | Aveiro                                                                               | 7 de janeiro de 2024    | 24 de maio de 2025      | Deputado à Assembleia da República (2005-...) Líder da Oposição (2024-2025) Conselheiro de Estado (2024-...)                                                                                              | Secretário-Geral da Juventude Socialista (2004-2008) Secretário de Estado dos Assuntos Parlamentares (2015-2019) Ministro das Infraestruturas e da Habitação (2019-2023) |                             | António Costa 2024            |
| 9  | Pedro Nuno de Oliveira Santos (1977–)                                      | Luís Montenegro 2024-                  | Aveiro                                                                               | 7 de janeiro de 2024    | 24 de maio de 2025      | Deputado à Assembleia da República (2005-...) Líder da Oposição (2024-2025) Conselheiro de Estado (2024-...)                                                                                              | Secretário-Geral da Juventude Socialista (2004-2008) Secretário de Estado dos Assuntos Parlamentares (2015-2019) Ministro das Infraestruturas e da Habitação (2019-2023) |                             |                               |
| –  | Carlos Manuel Martins do Vale César (interino) (1956–)                     |                                        | Açores                                                                               | 24 de maio de 2025      | 28 de junho de 2025     | Presidente do Partido Socialista (2014-...) Conselheiro de Estado (2015-...) | Presidente do Governo Regional dos Açores (1996-2012) Deputado à Assembleia da República (2015-2019) |                             |                               |
| 10 | José Luís Pereira Carneiro (1971–)                                         |                                        | Porto (2005-2022) Braga (2022-...)                                                   | 28 de junho de 2025     | presente                | Deputado à Assembleia da República (2005; 2015-...) | Ministro da Administração Interna (2022-2024) Secretário-geral Adjunto do Partido Socialista (2019-2022) Secretário de Estado das Comunidades Portuguesas (2015-2019) Presidente da Câmara Municipal de Baião (2005-2015) |                             |                               |

### Lista de ex-secretários-gerais vivos
| Nome                    | Mandato(s) | Idade              |
| ----------------------- | ---------- | ------------------ |
| Vítor Constâncio        | 1986–1989  | 81 anos e 271 dias |
| António Guterres        | 1992–2002  | 76 anos e 71 dias  |
| Eduardo Ferro Rodrigues | 2002–2004  | 75 anos e 249 dias |
| José Sócrates           | 2004–2011  | 67 anos e 307 dias |
| António José Seguro     | 2011–2014  | 63 anos e 121 dias |
| António Costa           | 2014–2024  | 63 anos e 358 dias |
| Pedro Nuno Santos       | 2024–2025  | 48 anos e 88 dias  |